# Protapanteles rubens
Protapanteles rubens är en stekelart som först beskrevs av Henry J. Reinhard 1880.  Protapanteles rubens ingår i släktet Protapanteles och familjen bracksteklar. Inga underarter finns listade i Catalogue of Life.